# Halfdan M. Hanson
Halfdan M. Hanson (* 1884 in Norwegen; † 1952) (auch H. M. Hansen) war ein Architekt aus Gloucester im Bundesstaat Massachusetts.
Der 1884 in Norwegen geborene Künstler kam bereits als Kind in die Vereinigten Staaten von Amerika.
Sein Vater Henrik Hanson arbeitete als Takler und baute Modellschiffe und unterwies seine Kinder in Handarbeiten. Während er als Zimmermann und Schnitzer arbeitete, absolvierte Halfdan Hanson eine Architektenausbildung im Fernstudium. Sein erstes Büro eröffnete er in einem von ihm selbst entworfenen und errichteten Haus in East Gloucester.
Er ist heute insbesondere für das in Zusammenarbeit mit dem Designer und Innenarchitekten Henry Davis Sleeper errichtete Sleeper-McCann House – heute meist unter dem Namen Beauport – bekannt. Die Zusammenarbeit begann 1907 und zog sich über 27 Jahre bis zum Tod des Auftraggebers und Innenarchitekten hin, da dieser ständig Änderungen und Ergänzungen vornehmen ließ.
Das 1912 in Gloucester eröffnete Büro beschäftigte vier Zeichner, ein Großteil der Projekte waren Sommerhäuser und Residenzen wohlhabender Familien im Gebiet von Cape Ann, das bedeutsamste Werk Hansons neben Beauport ist die 1914/5 errichtete Kirche 'Our Lady of Good Voyage' in Gloucester. Zahlreiche Werke entstanden in Kooperation mit H.D. Sleeper und Henry C. Mercer.
Während des Ersten Weltkriegs wurde Hanson eingezogen und erarbeitete in Washington, D.C. Entwürfe für militärische Einrichtungen und Transportsysteme für schwere Artillerie.
Um seine fortschreitende Tuberkulose zu bekämpfen, siedelte der Architekt 1921 nach Denver im Bundesstaat Colorado über, behielt aber die Projektleitung bei der Erweiterung des Sleeper-McCann House bei; nach Gloucester kehrte er 1931 zurück, doch war seine Gesundheit schon sehr angegriffen.
Von großem kulturhistorischen Interesse ist der Schriftwechsel, den Hanson mit Sleeper unterhielt.
Halfdan M. Hanson starb 1952.